# クイーンコーラルクロス
「クイーンコーラルクロス」 (QUEEN CORAL CROSS) は、マリックスラインが運航しているフェリー。

## 解説
鹿児島 - 奄美 - 那覇を運航していた「クイーンコーラル8」の老朽化により代船として建造されたフェリーである。「クイーンコーラルクロス」という名前は一般公募で選ばれ、船名のCROSSは "Comfortability, Reliability Originality Safety Seven destinations" の略で「快適、信頼、創造、安全、寄港する7地域」の意味がある。2021年11月17日から18日にかけて鹿児島港と那覇港を往復するトライアル運航を行ったのち、同年11月20日から同区間を定期就航している。

### 航路
- 鹿児島港（新港）- 奄美大島（名瀬港新港地区）- 徳之島（亀徳港）- 沖永良部島（和泊港）- 与論島（与論港）- 本部港 - 那覇港（那覇ふ頭）

## 船内
内装は笠井統太がデザインし、テーマを「Origin」（原点・起点）・「Odyssey」（知的探求）・「Overture」（序曲）として基本に立ち返った明快な配置や動線を意識し機能美を求めたものとし、4階を2等室中心とし3階に上等客室やパブリックスペースを集めた構造とした。
4階
- 2等寝台（10室）
- 2等室（24室）
- シャワー室
- メイクルーム
- ビューシート

3階
- 特等室（3名×2室 通常2名、ソファベッドによる3名対応[7]）
- 1等室（1名×6室、2名×4室、コネクティングルーム可能2名×2室）
- 2等寝台（通常5室、バリアフリー対応2室）
- 2等室（通常4室、バリアフリー対応4室）
- アトリウム - 青を基調に円形の吹き抜けを設けた[7]。
- 案内所
- 売店
- レストラン
- シャワー室
- ペットルーム
- キッズコーナー
- メイクルーム

## 事故・トラブル
- 2024年1月8日、那覇発鹿児島行き上り定期便として運航中、沖永良部島和泊港入港時にエンジントラブルで制動不能となり、岸壁奥の消波ブロックに衝突した。乗員乗客および岸壁作業員に怪我はなかったが、海上保安庁による現場検証およびエンジン修理のため沖永良部以降の区間は運航打ち切りとなり、乗客は翌日以降他社船または航空便へ振り替えとなった。奄美海上保安部による船体調査で船首バルバスバウ右舷側上部に凹損および破口ならびに右舷側下部に亀裂、左舷側下部に擦過傷が確認され[8]、10日までメーカー技術者によるエンジン修理を行ったのち11日鹿児島に回航[9]、16日鹿児島運輸支局による船舶検査、17日船員法に基づく立ち入り監査を実施し、18日の鹿児島発那覇行き（下り定期便）から営業運航に復帰した[10]。
- 2024年5月21日、鹿児島発那覇行き下り定期便が鹿児島出港後、錦江湾内喜入沖にてエンジントラブルが発生し、引き返して修理後約4時間15分遅れで運航再開[11]。
- 2024年9月12日朝、メーカーによるプロペラの定期点検中に部品の不具合が発見され、ドック入りとなった[12]。